# Hieracium caliginosum
Hieracium caliginosum es una especie de planta con flor del género Hieracium, de la familia Asteraceae, orden Asterales.

## Distribución
Hieracium caliginosum se distribuye por Suecia.

## Taxonomía
Fue descrita científicamente por (Dahlst.) Brenner. Fue publicada en Acta Soc. Fauna Fl. Fenn. 9(5): 25 (1893).